# Věznice Roquette
Věznice Roquette (francouzsky Prisons de la Roquette) byla dvojice věznic v Paříži v 11. obvodu po obou stranách ulice Rue de la Roquette, které byly v provozu v letech 1830-1974. Na místě menší věznice se dnes rozkládá náměstí Square de la Roquette.

## Historie
V roce 1826 za vlády Karla X. bylo rozhodnuto postavit vězení pro mladé delikventy. Bylo vybráno místo nedaleko hřbitova Père Lachaise v ulici Rue de la Roquette na části pozemků bývalého kláštera Hospitalières de la Roquette, uzavřeného za Velké francouzské revoluce. Architekt Louis-Hippolyte Lebas (1782-1867) navrhl vězení hexagonálního půdorysu, které bylo otevřeno 11. září 1830. Ve stejném roce Ludvík Filip rozhodl o výstavbě dalšího vězení. Druhá věznice označovaná jako velká (Grande Roquette) byla otevřena 24. prosince 1836 rovněž podle návrhu architekta Lebase v ulici Rue de la Roquette naproti předchozí malé věznici (Petite Roquet) a bylo sem převezeno 187 vězňů z věznice v dnešním městě Le Kremlin-Bicêtre. Doslovný název nové věznice byl Dépôt de condamnés (Úložiště odsouzených), ovšem později převzala název podle ulice.
V té době se rovněž řešilo nové umístění gilotiny. Ta byla v roce 1932 přenesena z Place de Grève na jižní okraj města do prostoru dnešní stanice metra Saint-Jacques, takže vzdálenost mezi věznicí Roquette a gilotinou byla zhruba 5 km. Ve věznici Grande Roquette proto byli shromažďováni nejen odsouzenci k deportaci na île de Ré, Cayenne nebo Nouméa, ale také odsouzenci k trestu smrti.

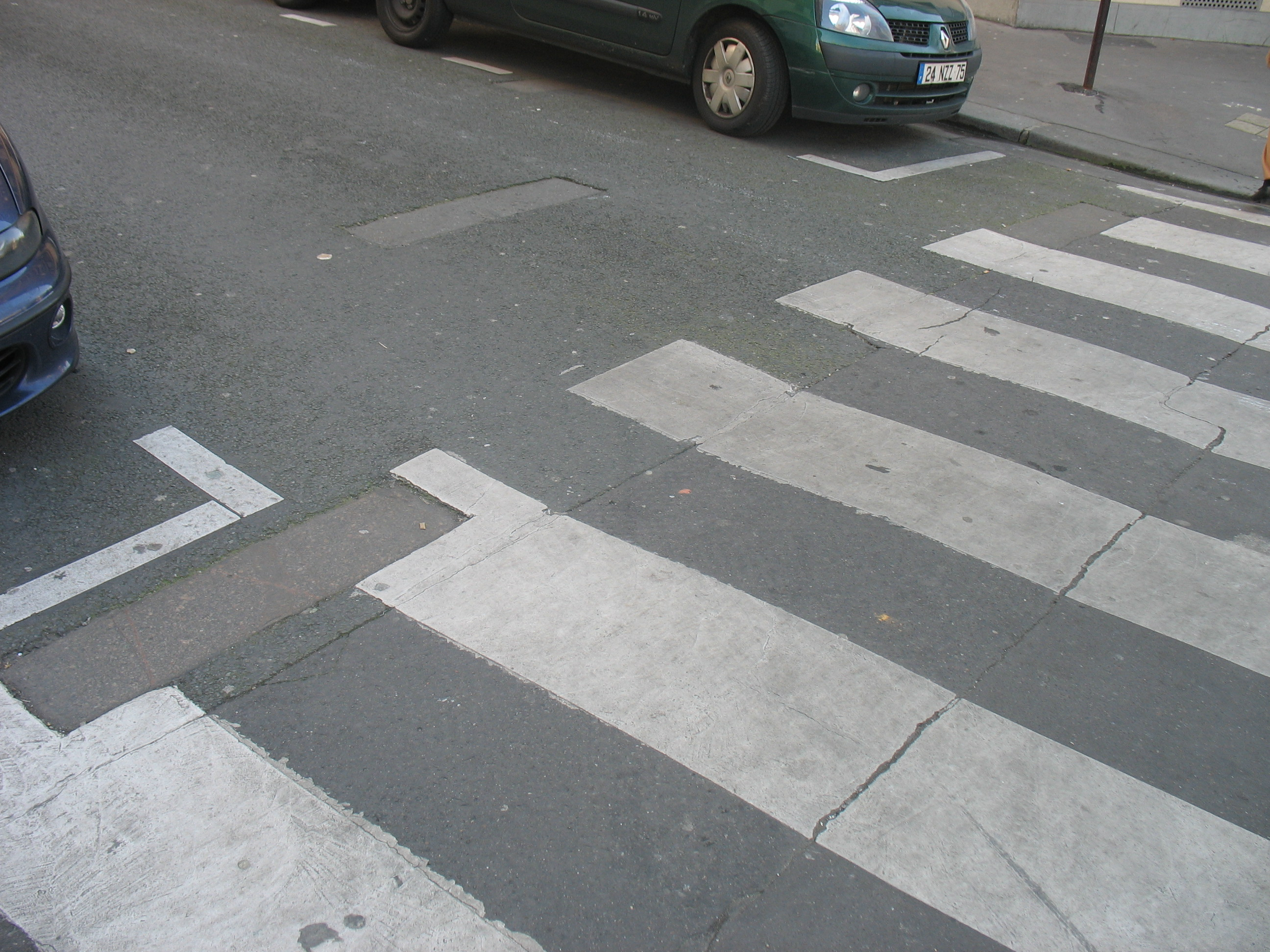
Základy gilotiny v ulici Rue de la Roquette

29. listopadu 1851 byla vydána nová vyhláška o umístění poprav v Paříži. Gilotina byla přemístěna přímo do ulice Rue de la Roquette před vstup do Grande Roquette. První poprava na novém místě byla vykonána již 16. prosince 1851. Celkem zde bylo popraveno 69 odsouzených (včetně jedné ženy). Poslední odsouzenec byl popraven 2. února 1899. Mimo to došlo během Pařížské komuny v roce 1871 ve věznici k hromadnému postřílení vězňů, mezi nimiž byl např. Henry Planchat, nebo Ladislas Redigue. Na konci 19. století již věznice Grande Roquette svými podmínkami nevyhovovala a proto Félix Faure v roce 1899 rozhodl věznici uzavřít a vězně přesunout do věznice La Santé. Následující rok byla věznice zbourána a na jejím místě vyrostly obytné domy. Propadliště gilotiny ředitel věznice nabídl prodeji do muzea Carnavalet, ale to odmítlo. Protože se přesun nevyplatil, byl z něj zhotoven svatoondřejský kříž, který je doposud vidět na křižovatce ulic Rue de la Croix-Faubin a Rue de la Roquette. V ulici Rue de la Roquette jsou rovněž vidět základy gilotiny.
Věznice Petite Roquette zůstala i nadále v provozu, i když došlo ke změnám. Na konci 20. let 20. století byla uzavřena ženská věznice Saint-Lazare. Mladiství delikventi byli z Petite Roquet převedeni do jiných ústavů a sem byly přeloženy ženy. Ženskou věznicí zůstala až do svého zavření v roce 1974. V roce 1939 byl vydán zákaz veřejných poprav a Petite Roquette byla určena jako místo pro výkon poprav žen v Paříži. Popravy zde byly vykonány dvě. 6. února 1942 byla popravena Georgette Monneron a 30. července 1943 Marie-Louise Giraud za nelegální potraty.
Poté byly na území Francie popraveny ještě čtyři ženy:
- Lucienne Thioux v roce 1947 v Melunu, která zavraždila svého manžela tím, že jej hodila z mostu do řeky Marny.
- Madeleine Mouton v roce 1948 v Sidi-bel-Abbès ve francouzském Alžírsku za otravu deseti lidí.
- Geneviève Calame za kolaboraci s gestapem.
- Germaine Leloy-Godefroy v roce 1949 v Angers za vraždu svého manžela sekáčkem na maso.

Na místě věznice Petite Roquette zbořené roku 1975 se dnes nachází Square de la Roquette vytvořené roku 1977 a podzemní divadelní sál. Park má rozlohu 1,6 ha. Z budovy věznice se dochoval pouze portál, který slouží jako vstup do parku.